# Тајпан
Тајпан (лат. Oxyuranus scutellatus) или тигар-змија је род змија отровница пореклом из Аустралије. Отров тајпана је један од најсмртоноснијих – једна кап са лакоћом може да усмрти 12 одраслих људи, односно 50.000 мишева. Отров се разликује од отрова кобре и звечарке по томе што не разједа околно ткиво, већ се одмах шири по читавом организму, преко крви, и уколико не буде примљен противотров, врло брзо може да наступи смрт.